# Gerhard Fricke (Germanist)
Gerhard Paul Fricke (* 20. August 1901 in Waschke, Posen; † 18. April 1980 in Köln) war ein deutscher Germanist, Literaturwissenschaftler und -historiker.

## Beruflicher Werdegang
Fricke, Sohn eines Pfarrers, nahm 1920 in Greifswald das Studium der evangelischen Theologie auf, setzte es in Tübingen und Rostock fort und wurde 1925 promoviert. Anschließend studierte er Deutsche Philologie, wurde 1929 promoviert und habilitierte sich 1931 in Göttingen.
Fricke war 1931 als Privatdozent für deutsche Sprache und Literatur an der Universität Göttingen tätig, zum 1. Mai 1933 trat er der NSDAP bei (Mitgliedsnummer 2.376.295). Als „Brandredner“ nahm er an der Bücherverbrennung am 10. Mai 1933 in Göttingen teil.
1934 wirkte Fricke als außerordentlicher Professor in Berlin, später war er als ordentlicher Professor an den Universitäten Kiel, zudem in der Wissenschaftlichen Akademie des NS-Dozentenbundes tätig und dort Spartenleiter für den Kriegseinsatz der Geisteswissenschaften, nach ihrem Leiter auch Aktion Ritterbusch genannt. Seine Einstellung wird deutlich am Ende eines in der Zeitschrift für Deutschkunde 1940 abgedruckten Aufsatzes über Das Tragische in deutscher Art und Dichtung: „Vor jener eigentlichen und immer gegenwärtigen Bedrohung aber des tragischen Sinnes und unseres Wesens überhaupt ... bewahrt uns unser Schicksal, das uns, inmitten einer feindlichen Welt zeigt, dass wir Deutsche nur leben können, wenn wir nicht erschrecken, gefährlich zu leben, dass nur der bereitet ist zum Sieg, der bereit ist zum Untergang.“
1941 wurde er Leiter des Historisch-Germanischen Großseminars an der nationalsozialistischen Reichsuniversität Straßburg.
1949 trat Fricke, zusammen mit dem ebenfalls aus Straßburg bekannten Ernst Anrich, als Gründungsmitglied der Wissenschaftlichen Buchgemeinschaft Darmstadt in Erscheinung. 1950 lehrte er an der Universität in Istanbul, ab 1957 an der Wirtschaftshochschule Mannheim. Von 1960 bis zu seiner Emeritierung im Jahr 1966 hatte er den Lehrstuhl für Neuere deutsche Literaturgeschichte der Universität Köln inne.
Sein Unterrichtsstil auf der Universität zu Köln wird sehr ausführlich in dem 2014 erschienenen Roman Spiel der Zeit von Ulla Hahn beschrieben (ungefähr in der Mitte des Buches).